# Israel Lovy
Israel Lovy (Dantzig, 1773 - París, 1832) fou un músic i rabí alemany. Es va distingir com a hazan o cantor en les sinagogues per la seva bella i sonora veu. Després d'haver recorregut Silèsia, Saxònia, Bohèmia i Moràvia, s'establí a Furth (Baviera), d'on passà a Magúncia, a Estrasburg i altres ciutats, fins que el 1818 fixà la seva residència definitivament a París, on els jueus el reberen entusiasmats.
Era tal la fama que com a cantor gaudí en la capital de França que fou convidat a cantar en salons aristocràtics, i es tractà de transformar-lo de ministre oficiant del culte jueu en artista de l'Òpera, a el que Lovy sempre es resistí.
Va compondre diversos cants religiosos-jueus, que col·leccionà el seu fill el periodista Julius, premiats en un concurs de l'Institut de França i publicats a París.